# تفجير حافلة أم الفحم
تفجير حافلة أم الفحم هو تفجير نفذته حركة الجهاد الإسلامي في 20 مارس 2002، بتفجير حافلة ايجد المارة على مدينة أم الفحم في شمال إسرائيل، مما أدى لمقتل 7 إسرائيليين، وإصابة 27 بجروح.

## وصلات خارجية
- انفجار حافلة يقتل 7 أشخاص في إسرائيل - نُشر في 20 مارس 2002.